# Limonia maculipennis
Limonia maculipennis är en tvåvingeart som först beskrevs av Johann Wilhelm Meigen 1818.  Limonia maculipennis ingår i släktet Limonia och familjen småharkrankar. Inga underarter finns listade i Catalogue of Life.